# 南达戈帕尔·基达姆比
南达戈帕尔·基达姆比（英語：Nandagopal Kidambi，1991年12月26日—），印度男子羽毛球運動員，其弟斯里坎特·基達姆比同為羽毛球運動員。

## 簡歷
2017年9月，南达戈帕尔·基达姆比出戰哈爾科夫羽毛球國際賽，分別與羅漢·卡普爾和玛希玛·阿加沃尔合作，拿得男子雙打和混合雙打兩項冠軍。

## 主要比賽成績
| 年份   | 賽事                     | 公開賽級別 | 項目     | 搭檔                      | 成績   |
| ------ | ------------------------ | ---------- | -------- | ------------------------- | ------ |
| 2013年 | 馬爾代夫羽毛球國際挑戰賽 | 國際挑戰賽 | 混合雙打 | 玛内沙·库卡帕利           | 冠軍   |
| 2013年 | 巴林羽毛球國際挑戰賽     | 國際挑戰賽 | 男子雙打 | 瓦利亚维蒂尔·迪柱         | 亞軍   |
| 2013年 | 印度羽毛球國際挑戰賽     | 國際挑戰賽 | 男子雙打 | Hema Nagendra Babu T.     | 準決賽 |
| 2014年 | 印度羽毛球國際挑戰賽     | 國際挑戰賽 | 男子雙打 | Arjun Kumar Reddy Malgari | 準決賽 |
| 2015年 | 孟加拉羽毛球國際挑戰賽   | 國際挑戰賽 | 男子雙打 | 拉馬錢德蘭·斯洛           | 準決賽 |
| 2015年 | 土耳其梅爾辛羽毛球國際賽 | 國際挑戰賽 | 男子雙打 | 拉馬錢德蘭·斯洛           | 準決賽 |
| 2017年 | 馬來西亞羽毛球國際系列賽 | 國際系列賽 | 混合雙打 | 玛希玛·阿加沃尔           | 亞軍   |
| 2017年 | 哈爾科夫羽毛球國際賽     | 國際挑戰賽 | 男子雙打 | 羅漢·卡普爾               | 冠軍   |
| 2017年 | 哈爾科夫羽毛球國際賽     | 國際挑戰賽 | 混合雙打 | 玛希玛·阿加沃尔           | 冠軍   |
| 2017年 | 印度羽毛球國際系列賽     | 國際系列賽 | 男子雙打 | 阿尔文·弗朗西斯           | 亞軍   |
| 2018年 | 伊朗羽毛球國際挑戰賽     | 國際挑戰賽 | 男子雙打 | 阿尔文·弗朗西斯           | 冠軍   |

| 2007-2017年 | 首要超級賽 | 超級賽 | 黃金大獎賽 | 大獎賽 | 國際挑戰賽 | 國際系列賽 | 未來系列賽 | 其他 |

| 2018-2026年 | 總決賽 | 超級1000賽 | 超級750賽 | 超級500賽 | 超級300賽 | 超級100賽 | 國際挑戰賽 | 國際系列賽 | 未來系列賽 | 其他 |